# سينكونين
سينكونين (بالإنجليزية: Cinchonine)‏ عبارة عن قلويد له الصيغة الجزيئية C19H22N2O يستخدم في التحضيرات غير المتماثلة في الكيمياء العضوية . وهو عبارة عن المتماكب الفراغي والمقابل الضوئي الكاذب للسينكونيدين .